# Stenognathellus
Genre
Stenognathellus est un genre de collemboles de la famille des Katiannidae.

## Liste des espèces
Selon Checklist of the Collembola of the World (version du 16 août 2019) :
- Stenognathellus cassagnaui Yosii, 1966
- Stenognathellus denisi Cassagnau, 1953
- Stenognathellus polygonalis Hüther, 1967
- Stenognathellus stenognathus (Börner, 1907)

## Publication originale
- Stach, 1956 : The Apterygotan fauna of Poland in relation to the world-fauna of this group of insects. Family : Sminthuridae. Kraków, p. 1-287.